# جيف لي (سياسي)
جيف لي (بالإنجليزية: Geoff Leigh)‏ هو نجار وسياسي أسترالي، ولد في 24 أغسطس 1952. نشط حزبياً في حزب أستراليا الليبرالي (الفرع الفيكتوري) ‏. وقد انتخب عضو الجمعية التشريعية فيكتوريا عن دائرة Electoral district of Mordialloc ‏ (3 أكتوبر 1992 – 29 نوفمبر 2002) وانتخب عضو الجمعية التشريعية فيكتوريا عن دائرة Electoral district of Malvern ‏ (4 ديسمبر 1982 – 2 أكتوبر 1992).